# Ябилково (Кюстендильська область)
Я́билково (болг. Ябълково) — село в Кюстендильській області Болгарії. Входить до складу общини Кюстендил.

## Населення
За даними перепису населення 2011 року у селі проживали 953 особи, з них 935 осіб (99,9%) — болгари.
Розподіл населення за віком у 2011 році:
Динаміка населення: